# Otinoves
Otinoves är en ort i Tjeckien.   Den ligger i regionen Olomouc, i den östra delen av landet, 190 km öster om huvudstaden Prag. Otinoves ligger 573 meter över havet och antalet invånare är 294.
Terrängen runt Otinoves är platt åt sydväst, men åt nordost är den kuperad. Runt Otinoves är det glesbefolkat, med 16 invånare per kvadratkilometer. Närmaste större samhälle är Prostějov, 18,2 km öster om Otinoves. I omgivningarna runt Otinoves växer i huvudsak blandskog.